# Wilson megye (Kansas)
Wilson megye az Amerikai Egyesült Államokban, azon belül Kansas államban található. Megyeszékhelye Fredonia, legnagyobb városa Neodesha. Lakosainak száma 8624 fő (2020. április 1.). Wilson megye Woodson, Montgomery, Allen, Neosho, Greenwood és Elk megyékkel határos.

## Népesség
A megye népességének változása:
| Lakosok száma | 9394 | 9240 | 9123 | 9105 | 8856 | 8624 |
|               | 2010 | 2011 | 2012 | 2013 | 2015 | 2020 |